# مؤسسة الاتصالات السورية
الاتصالات السورية (رسمياً: مؤسسة الاتصالات السورية) هي شركة مساهمة مملوكة للدولة في سوريا. يعمل مزودو الخدمات الاثنا عشر في سوريا من خلال اثنين من شركات AS، وكلاهما مملوك من قبل شركة الاتصالات السورية (AS29256 و AS29386). شغل بيكر منصب المدير العام والرئيس التنفيذي للشركة لعدة سنوات. ومن بين شركائهم شركة سانت سامسونج الكورية، وهي شركة تقدم الحلول التكنولوجية إلى سوريا والعراق والسودان. ومنذ عام 2006، تم الحصول على اتفاقات للنظم اللاسلكية مثل نظام "INTRACOM IAS-W" من خلال اتفاقات دولية مع موردي أجهزة أجانب.

## روابط خارجية
- Syrian Telecom باللغة العربية